# Friesacher Burghofspiele

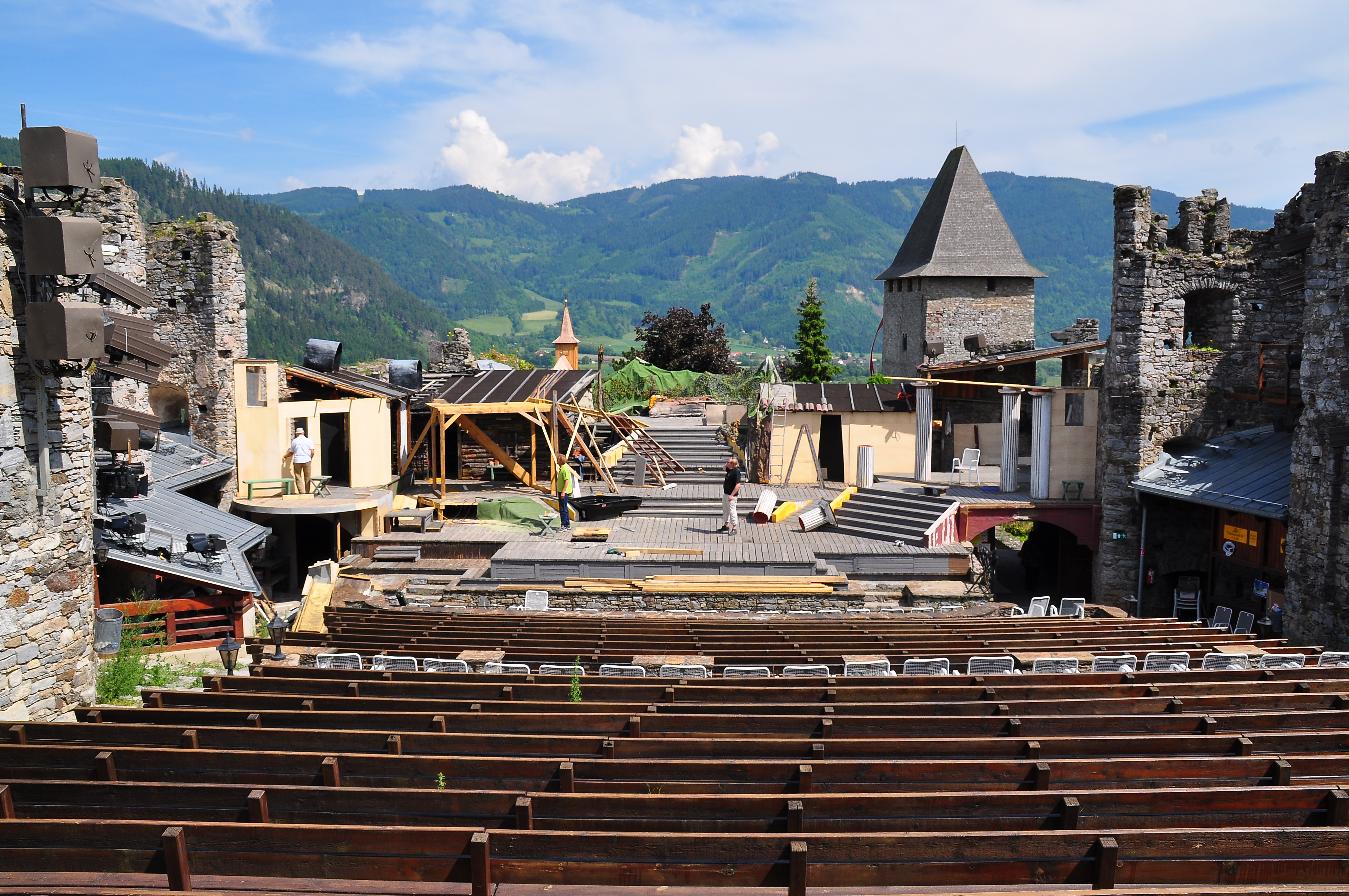
Burghofbühne im Mai 2009: Aufbauarbeiten zu Shakespeare`s „Sommernachtstraum“

Die Friesacher Burghofspiele sind ein Theaterverein mit Sitz in Friesach in Kärnten.

## Chronik
Im Jahr 1949 beschlossen Mitglieder des Friesacher Männergesangsvereins, nach einer gelungenen Goethe-Feier mit Szenen aus Faust, dass der Oberhof des Friesacher Petersberges eine geeignete Spielstätte für Freilichtaufführungen wäre. Die Vereinsgründung erfolgte 1953. Von 1950 bis 1971 war der Architekt Hannes Sandler (seit 1968 auch Prof.hc) als Regisseur, Bühnenbildner und Hauptdarsteller der Motor dieser Unternehmung. Nachdem Hannes Sandler aus gesundheitlichen Gründen eine Spielpause einlegen musste, bedeutete dies auch das Ende der sogenannten Alten Burghofspiele auf dem Petersberg.
Von 1972 bis 1974 wurde nicht gespielt. In den Jahren 1975 bis 1977 wurden von der Stadtgemeinde Friesach, die als Veranstalter auftrat, die Theatertradition wiederbelebt, indem Studenten des Max-Reinhardt-Seminar aus Wien beauftragt wurden unter dem Titel Friesacher Sommerspiele die Theatersommer zu gestalten. Nun allerdings nicht mehr am Petersberg, sondern auf der Freilichtanlage im Innenhof des Dominikanerkonvents (sog. Dominikanerhof).
1978 formierte sich wieder eine Spielgemeinschaft aus Friesacher Laien, die bis 1987 als Friesacher Sommerspiele (mit der Stadtgemeinde Friesach als Veranstalter) die Aufführungen selbst bestritt. Seit 1988 tritt wieder der Verein Friesacher Burghofspiele als Veranstalter auf.
Zu den allsommerlichen Freilichtproduktionen kamen 1982 die Friesacher Märchensonntage, 1988 das Friesacher Weihnachtsspiel sowie 2002 der Friesacher Theaterherbst.
1992 wurde die revitalisierte Burghofbühne am Petersberg wieder in Betrieb genommen.
Spielbetrieb auf der Freilichtbühne ist von Ende Juni bis Mitte August.
Spielbetrieb der Märchensonntage im Stadtsaal ist sonntags von Anfang Juli bis Mitte August.
Spielbetrieb des Theaterherbst im Stadtsaal ist im Oktober.
Spielbetrieb des Weihnachtsspiels im Stadtsaal ist Mitte Dezember.

### Besonderheiten
- 1965 – Österreichische Erstaufführung von Brechts Herr Puntila und sein Knecht Matti
- 1967 – Aufzeichnung der Inszenierung Der eingebildete Kranke durch die Thalia-Film Ges.m.b.H – Wien
- 1976 – Im Rahmen der Aufführungen des Max-Reinhardt-Seminar gab der bekannte Pantomime Samy Molcho sein Regie-Debüt mit Goldonis Diener zweier Herren. Die Hauptrolle des Truffaldino verkörperte der Oscar-Preisträger Christoph Waltz
- 1980 – Fritz Hochwälder besucht eine Vorstellung seines Werks Meier Helmbrecht und setzt sich daraufhin für eine ORF-Aufzeichnung ein.
- 1981 – Aufzeichnung (Erstsendung: 12. August 1981) von Hochwälders Meier Helmbrecht durch den ORF

- Mehrere Österreichische Erstaufführungen von diversen Neuübersetzungen wie: Monsieur Chasse und Der Herr aus der Provinz (beide Übersetzungen von Hans Weigel) u. a.

- Bis 1971 war Hannes Sandler in der Österreich-Ausgabe des Who is who vertreten.

- Hannes Sandler wurde 1968 als Gast im Stadttheater Klagenfurt in der Rolle des Dorfrichter Adam (Der zerbrochene Krug) engagiert.

- Für Verdienste um das Kulturleben der Republik Österreich wurde Hannes Sandler 1968 der Ehrentitel Professor h. c. zuerkannt.

- Mehrere langjährige Darsteller der Burghofspiele wurden für ihre Verdienste um das Kulturleben mit dem Goldenen und Silbernen Ehrenzeichen der Republik geehrt. (Zuletzt 2009: Valentin Pagitz, Ehrenzeichen in Gold)

## Regisseure und Regisseurinnen
1950 Ferdinand Aicher, 1951–1971 Hannes Sandler, 1975 Edwin Zbonek, 1976 Samy Molcho, 1978–1981 Manfred Träger, 1978 Gerhard Tötschinger, 1979–1982 Robert Mößlacher, 1981/1982 Ludwig Skumautz, 1983/1984 René Zöllinger, 1985–1987 Peter Settgast, 1988/1989 Wolfgang Siesz, 1990/1991 Hertha Fauland, 1992 Peter Göller, 1993–1996 Günther Schmidauer, 1997–2008 Adi Peichl, 2009–2010 René Zöllinger, 2011–2018 Adi Peichl, seit 2018 Michael Eybl

## Produktionen

### Produktionen auf der Burghofbühne
- 1950 – (Schiller) Wallenstein

- 1951 – (Grillparzer) König Ottokars Glück und Ende

- 1952 – (Goethe) Götz von Berlichingen

- 1953 – (Schiller) Wilhelm Tell

- 1954 – (Calderon) Der Richter von Zalamea

- 1955 – (Shakespeare) Heinrich IV

- 1956 – (Schiller) Wallensteins Tod

- 1956 – (Molière) Tartuffe

- 1957 – (Shakespeare) Othello

- 1957 – (Molière) Die Schule der Frauen

- 1958 – (Grabbe) Hannibal

- 1958 – (Shakespeare) Was Ihr wollt

- 1959 – (Hauptmann) Florian Geyer

- 1959 – (Shakespeare) Der Widerspenstigen Zähmung

- 1960 – (Schiller) Die Räuber

- 1960 – (Shakespeare) Die lustigen Weiber von Windsor

- 1961 – (Shakespeare) König Lear

- 1961 – (Kleist) Der zerbrochene Krug

- 1962 – (Shakespeare) Viel Lärm um nichts

- 1963 – (Goethe) Faust I & II

- 1964 – (Schiller) Don Carlos

- 1965 – (Shakespeare) Der Kaufmann von Venedig

- 1965 – (Brecht) Herr Puntila und sein Knecht Matti

- 1965 – (Calderon) Der Richter von Zalamea

- 1966 – (Brecht) Herr Puntila und sein Knecht Matti

- 1966 – (Hochwälder) Das heilige Experiment

- 1967 – (Schiller) Die Verschwörung des Fiesco zu Genua

- 1967 – (Molière) Der eingebildete Kranke

- 1968 – (Lessing) Nathan der Weise

- 1968 – (Jonson) Volpone

- 1969 – (Molière) Der Geizige

- 1969 – (Feydeau) Der Floh im Ohr

- 1970 – (Luke) Hadrian VII

- 1970 – (Feydeau) Monsieur Chasse oder Wie man Hasen jagt

- 1971 – (Luke) Hadrian VII

- 1971 – (Flatow) Das Geld liegt auf der Bank
- 1972-1974 – Kein Spielbetrieb

- 1975-1991 – Spielbetrieb im Dominikanerhof
- 1992 – (Shakespeare) Heinrich IV

- 1993 – (Molière) Tartuffe

- 1994 – (Molière) Der eingebildete Kranke

- 1995 – (Feydeau) Ein Klotz am Bein

- 1996 – (de Molina) Don Gil von den grünen Hosen

- 1997 – (Raimund) Der Bauer als Millionär

- 1998 – (Nestroy) Einen Jux will er sich machen

- 1999 – (Nestroy) Der Zerrissene

- 2000 – (Shakespeare) Romeo und Julia

- 2000 – (Kishon) Es war die Lerche

- 2001 – (Nestroy) Der Talisman

- 2001 – (Kesselring) Arsen und Spitzenhäubchen

- 2002 – (Wilde) Bunbury

- 2002 – (Christie) Die Mausefalle

- 2003 – (Feydeau) Der Gefoppte

- 2004 – (Feydeau) Die Katze im Sack

- 2004 – (Chesnot) Chaos in der Villa Rossi

- 2005 – (King) Lauf doch nicht immer weg

- 2006 – (Shakespeare) Die lustigen Weiber von Windsor

- 2007 – (Raimund) Der Verschwender

- 2008 – (Nestroy) Lumpazivagabundus

- 2009 – (Shakespeare) Ein Sommernachtstraum

- 2010 – (Drzic) Skup, der Geizige von Ragusa

- 2011 – (Goldoni) Diener zweier Herrn

- 2012 – (Raimund) Der Alpenkönig und der Menschenfeind

- 2013 – (Wilhelm) Der Brandner Kaspar und das ewig' Leben

- 2014 – (Nestroy) Liebesgeschichten und Heiratssachen

- 2015 – (Guareschi) Don Camillo und Peppone

- 2016 – (Anzengruber) Der G'wissenswurm

- 2017 – (Feydeau) Floh im Ohr

- 2018 – (Goldoni) Campiello

- 2019 – (Panama & Frank) Der Hofnarr
- 2020 – Kein Spielbetrieb
- 2021 – (Long, Singer & Winfield) Shakespeares sämtliche Werke (leicht gekürzt)

- 2022 – (Stoker) Dracula

- 2023 – (Christie) Mord im Orient-Express

### Produktionen im Dominikanerhof
1975 – (Shakespeare) Ein Sommernachtstraum, 1976 – (Goldoni) Diener zweier Herren, 1977 – (Shakespeare) Was Ihr wollt, 1978 – (Drzic) Skup, der Geizige von Ragusa, 1979 – (Eichendorff) Die Freier, 1980 – (Hochwälder) Meier Helmbrecht, 1981 – (Hochwälder) Meier Helmbrecht, 1982 – (Calderon) Der Richter von Zalamea, 1983 – (Molière) Der fliegende Arzt, 1984 – (Drzic) Vater Marojes Dukaten, 1985 – (Feydeau) Die Hochzeit des Barillon, 1986 – (Molière) Der Herr aus der Provinz, 1987 – (Molière) Die Wankelmütige, 1988 – (Wycherley) Die Frau von Lande, 1989 – (Goldoni) Eine Oper! Eine Oper!, 1990 – (Shakespeare) Die lustigen Weiber von Windsor, 1991 – (Shakespeare) Was Ihr wollt

### Produktionen im Stadtsaal (ohne Märchen)
1978 – (Priestley) Ein Inspektor kommt, 1979 – (Feydeau) Die Katze im Sack, 1980 – (Thoma) Die Witwen, 1981 – (Skumautz) Männer zum Mieten, 1982 – (Kotzebue) Die deutschen Kleinstädter, 2002 – (Barylli) Honigmond, 2003 – (Camoletti) Boeing Boeing, 2004 – (Norman) 'nacht Mutter, 2005 – (Mitterer) Besuchszeit, 2007 – (Schnitzler) Reigen, 2009 – (Clark) Ist das nicht mein Leben?

### Produktionen der Friesacher Märchensonntage und Weihnachtsspiel
1982 – (Grimm) Aschenbrödel, 1982 – (Jüssen) Oh weh, der Floh ist weg, 1983 – (Grimm) Der Froschkönig, 1984 – (Busch) Max und Moritz, 1985 – (Grimm) Rumpelstilzchen, 1986 – (Grimm) Rotkäppchen, 1987 – (Grimm) Der gestiefelte Kater, 1988 – (Grimm) Der König und das Zotteltier (Allerleirauh), 1988 – (Rosegger) Weihnacht im Walde, 1989 – (1001 Nacht) Aladin und die Wunderlampe, 1989 – (Andersen) Das Mädchen mit den Schwefelhölzchen, 1990 – (Träger) Achmed auf der Zauberinsel, 1990 – Das Laternenbübl, 1991 – (Grimm) Schneewittchen, 1991 – Das Weihnachtslied der ganzen Welt, 1992 – (Grimm) König Drosselbart, 1992 – Ein Weihnachtstraum, 1993 – (Grimm) Hänsel und Gretel, 1993 – (Haas) Hannerls Brief an das Christkind, 1994 – (Grimm) Schneeweißchen und Rosenrot, 1994 – (Grimm) Hänsel und Gretel, 1994 – Als das Christkind streikte, 1995 – (Grimm) Dornröschen, 1996 – (Jüssen) Der Floh ist weg, 1996 – (Grimm) Die Sterntaler, 1997 – (Hauff) Kalif Storch, 1997 – (Zöllinger) Leise rieselt der Schnee, 1998 – (Grimm) Aschenbrödel, 1998 – Peterchens wundersame Weihnacht, 1999 – (Grimm) Rotkäppchen, 1999 – (Grimm) Drei Männlein im Walde, 2000 – (Träger) Achmed auf der Zauberinsel, 2000 – Himmel und Hölle, 2001 – (Andersen) Des Kaisers neue Kleider, 2002 – (Grimm) Schneewittchen, 2003 – (Grimm) Rumpelstilzchen, 2004 – (Grimm) Der Wolf und die sieben Geißlein, 2005 – (Grimm) Die Bremer Stadtmusikanten, 2005 – (Grimm) Party bei Frau Holle, 2006 – (Grimm) Hänsel und Gretel, 2007 – (Busch) Max und Moritz, 2007 – (Andersen) Das Mädchen mit den Schwefelhölzchen, 2008 – (Grimm) Der König und das Zotteltier, 2008 – Stille Nacht, 2009 – (Grimm) Der gestiefelte Kater, 2009 – (Dickens) Oliver Twist, 2010 – (Grimm) Das tapfere Schneiderlein, 2010 – Peter und der Wolf, 2011 – Peter Pan